# Scipiolus validus
Scipiolus validus là một loài nhện biển trong họ Ammotheidae. Loài này thuộc chi Scipiolus. Scipiolus validus được miêu tả khoa học năm 1957 bởi Stock.